# (31876) Jenkens
(31876) Jenkens est un astéroïde de la ceinture principale.

## Description
(31876) Jenkens est un astéroïde de la ceinture principale. Il fut découvert le 2 mars 2000 aux Monts Santa Catalina par le projet CSS. Il présente une orbite caractérisée par un demi-grand axe de 2,58 UA, une excentricité de 0,26 et une inclinaison de 13,7° par rapport à l'écliptique.

## Compléments